# Cystopteris villosa
Cystopteris villosa là một loài thực vật có mạch trong họ Woodsiaceae. Loài này được (Bory ex Willd.) Desv. miêu tả khoa học đầu tiên năm 1827.